# Asai Kan’emon
Asai Kan’emon (japanisch 朝井 閑右衛門, eigentlicher Vorname Minoru (實); geb. 24. Januar 1901 in Osaka, Präfektur Osaka; gest. 23. April 1983) war ein japanischer Maler der Yōga-Richtung während der Shōwa-Zeit.

## Leben und Werk
Ab 1920 wurde Asai nach dem Tode seines Vaters Familienoberhaupt. Im gleichen Jahr ging er mit dem Töpfer Kōno Kōhei (河野 公平) nach Tokio und begann ein Studium an der Kunstschule Hongō (本郷洋画研究所). Asai Kan’emon schrieb sich 1926 in der Abteilung für Literaturwissenschaft an der Hōsei-Universität ein, aber gab das Studium noch im selben Jahr auf, da eines seiner Bilder für die Ausstellung der Nika-kai (二科会) angenommen wurde und er sich ganz der Malerei widmete. 1930 wurde sein Bild „Fräulein K“ (少女K Shōjo K) angenommen. 1934 stellte er auf der Ausstellung der Kōfū-kai (光風会) und der Teiten aus. 1936 zeigte er das „Porträt eines Künstlers“ (画家像 Gaka-zō) und im selben Jahr auf der Shin-Bunten das Werk „Auf dem Hügel“ (丘の上 Oka no ue; 1936), für das er eine Auszeichnung des Kultusministers erhielt. Das Bild zeigt eine karnevalistische Gruppenszene mit Musikern und Tänzern.
1938, mit Beginn des Pazifikkriegs, wurde Asai zusammen mit Nakamura Ken’ichi, Koiso Ryohei, Mukai Junkichi, Wakita Kazu und anderen Künstlern nach China entsandt, wo er Kriegsbilder malte. Ein Beispiel ist das Bild „Überlebende einer Spezialeinheit“ (生還特務兵 Seikan tokumuhei; 1938), das eine Gruppe von erschöpften Kämpfern darstellt. Asai porträtierte auch Wang Jingwei.
Nach dem Krieg präsentierte Asai seine Bilder nicht mehr in den staatlichen Ausstellungen, sondern im Rahmen der Vereinigung Shinju-kai (新樹会), die er selbst mit Malerfreunden gegründet hatte. Eine weitere Vereinigung war die Ausstellungsreihe Kokusai keizōten (国際形象展), die er mit Chōkai Seiji, Ebihara Kinosuke und Oka Shikanosuke gründete.
Bekannte Werke sind „Karpfen“ (鯉 Koi), die Serie „Der Clown“ (道化 Dōke; 1956), „Farce (A)“ (ファルス (A), Farusu (A); 1959), die Serie „Schneeprinzessin“ (白雪姫 Shirayuki hime; 1967) und 1969 die Serie „Don Quixote“ (ドン・キホーテ Don Kihōte). Eine andere Werkgruppe besteht aus Dichter- und Gelehrten-Porträts: „Murō Saisei im Alter“ (晩年の室生犀星 Bannen no Murō Saisei; 1962), „Porträt Professor Nakayama“ (中山教授の像 Nakayama kyōju no zō; 1966), „Hagiwara Sakutarō“ (萩原朔太郎; 1976) und „Portrait Wakimura Yoshitarō“ (脇村義太郎先生の像 Wakimura Yoshitarō sensei no zō; 1976).
Asais frühes Werk war kubistisch geprägt, später malte er weitgehend gegenständlich. Er fing eine eigene poetische Welt von Märchenerzählungen ein, malte aber auch schlichte Blumenbilder, wobei er einen dicken Farbauftrag verwandte.